# بلاي ستيشن فيتا
بلاي ستيشن ڤيتا (بالإنجليزية: PlayStation Vita) (باليابانية: プレイステーション・ヴィータ)، يختصر رسميا PS Vita) والمعروف سبقاً بالاسم الرمزي «جهاز الجيل القادم» (Next Generation Portable) أو (NGP)، هو جهاز منصة ألعاب محمولة تم تصنيعه وتسويقه من شركة سوني كمبيوتر إنترتينمنت اليابانية. ويعتبر خليفة الـ بلاي ستيشن بورتبل جزءً من العلامة التجارية لأجهزة الألعاب PlayStation.و تم إصدار الجهاز في اليابان وأجزاء من آسيا في 17 ديسمبر 2011، وتم إصدار الجهاز في أوروبا، وأستراليا، وأمريكا اللاتينية وأمريكا الشمالية في 22 فبراير عام 2012. ويعتبر المنافس الأول لجهاز نينتندو 3دي إس جزءً من الجيل الثامن من الألعاب.
و هناك نسخة محدودة من الجهاز صدرت في أمريكا الشمالية التي بيعت في 15 فبراير 2012 قبل أسبوع من تاريخ الإصدار الرسمي وتحتوي علي جهاز PS Vita نسخة 3G/Wi-Fi، حقيبة للجهاز، لعبة Little Deviants، بطاقة ذاكرة 4GB.
ويضم الجهاز اثنين من العصا التحكم التناظرية، وشاشة حجمها 5 بوصة (130 ملم) بتقنية أوليد واللمس المتعدد، ويدعم بلوتوث، واي فاي والجيل الثالث 3G الاختيارية. داخليا، وفيتا يتميز بوحدة معالجة مركزية رباعية النواة ARM A9 MPCore ووحدة معالجة الرسوميات رباعية النواة SGX543MP4+، فضلا عن نظام LiveArea كما في واجهة المستخدم الرئيسي، الذي نجح في XrossMediaBar.
كما ان الجهاز متوافق بالكامل مع ألعاب بلاي ستيشن المحمولة (PSP) التي صدرت رقميا على شبكة بلاي ستيشن عبر متجر بلايستيشن ستور، وسوف تدعم هده الألعاب العصي التناظرية المزدوجة على ألعاب PSP محددة. وسوف تتحسن الرسومات العاب PSP علي Vita. ومع ذلك، ان العاب PS One Classic غير متوافقة في ذلك الوقت من تاريخ إطلاق الجهاز للجمهور لكن وعدت سوني بدعمها مستقبلا بتحديث للجهاز PS Vita.

## تاريخ

### ما قبل الإعلان الرسمي
وجاءت شائعات عن وجود خليفة لجهاز PSP في وقت مبكر من 7 يوليو 2009 عندماذكر موقع Eurogamer الشهير ان سوني تعمل على مثل هذا الجهاز، والتي سوف تستخدم المعالج SGX543MP PowerVR وأداء على مستوى مماثل لXbox الأصلي.
و بالإضافة تقرير من صحيفة وول ستريت جورنال يوم 7 يوليو 2010 كشفت فيه عن أن جهاز العاب محمول جديد يتم تطويره من قبل شركة سوني، وانها «يجمع بين خصائص اجهزة العاب، قراءات الكتب الإلكترونية وأجهزة الكمبيوتر نتبووك». وقبل الإعلان من قبل شركة Sony Computer Entertainment، ومواقع عدة مشهورة مثل Kotaku VGA247 وMCV وIGN وكذلك نائب الرئيس الأول لنشر الألعاب في شركة Electronic Arts ومؤشر نيكي قد أكد أن المنصة المحمولة PS Vita كانت موجودة !. وكان شوهي يوشيدا، رئيس استوديوهات سوني كمبيوتر للترفيه العالمية، واعترف في مقابلة مع أنهم كانوا في الواقع يعملون علي تطوير جهاز جديد في عائلة أجهزة الألعاب PlayStation. وان عدة التطوير للمنصة المحمولة تم شحنها بالفعل وتم شحنها إلى العديد من المطورين الألعاب الفيديو بما في ذلك المطورين الطرف الأول وطرف ثالث على حد سواء.
في 17 تشرين الثاني، 2010، نشر موقع VG247 مجموعة من الصور لإصدار النموذج الأولي من PS Vita وشبيه تقريبا PSP GO مع إضافة اثنين من العصي التناظرية، وكاميرا امامية وخلفية وميكروفون. وقال مصدر الصور ان الصور كانت من أقدم إصدار نسخة نموذج اولي وانه كان يوجد به مشكلة في الحرارة الزائدة، وبعد ذلك تم تغيير تصميم الجهاز وأصبح مماثل أكثر في الشكل الي جهاز بلاي ستيشن المحمول PSP. اكد موقع Kotaku وIGN القصة، وأيضا مدعيا أن الصور كانت حقيقية.
وكان من المفترض أن كشف النقاب عن الجهاز داخليا خلال جلسة خاصة خلال منتصف شهر سبتمبر الذي عقد في مقر شركة سوني في أوياما، طوكيو. شوهي يوشيدا، رئيس استوديوهات سوني كمبيوتر للترفيه العالمية، وكشف في مقابلة مع مجلة UK video game magazine، أنه عندما غادر كين كوتارجي سوني كمبيوتر انترتينمنت، الرئيس التنفيذي الجديد، كازو هيراي، وابلغه مشاركة جميع استوديوهات SCE في جميع أنحاء العالم في مجال تطوير للبلاي ستيشن المقبل. يوشيدا قال أيضًا أن المطورين كانوا موجودين في الجلسات من البداية عندما SCE كان يطورون الجهاز الجديد، وكانت SCE تحافظ باستمرار الحديث مع مطوري استوديوهات في جميع أنحاء العالم عند وضع الجهاز الجديد. [44] وعلاوة على ذلك جاء التأكيد في 16 سبتمبر 2010، خلال مقابلة في PAX 2010، كشفت مورتال كومبات المنتج التنفيذي شون Himmerick خلفا لشرطة الأمن العام، مشيرا إلى أنه باسم "PSP2"، وتقول: «... لدينا PSP2 في المنزل، ونحن نبحث في محرك، مثل ما يمكن أن يدعم. دائما شيء كبير بالنسبة لنا هو الأداء، ونحن على التوالي في 60 إطارا في الثانية، ما الذي يمكننا القيام به ويجب علينا أن نبني كل أصول الفن أكثر. نحن ننظر بالتأكيد عليهم. PSP2 يبدو انها آلة قوية جدا». [47] [48] وعندما سئل عن خليفة بلاي ستيشن المحمولة خلال لعبة طوكيو عرض عام 2010، شوهي يوشيدا، وقال إنه لا يستطيع الإجابة على هذا السؤال على الرغم من أنه أشار إلى أن«شخصيا، لا استطيع ان ارى سوني آخر لا يجعل جهاز الألعاب المحمول». [49] في 2 نوفمبر، 2010 وأكد نائب الرئيس للالفنون الإلكترونية، باتريك سوندرلوند، انه ينظر إلى الخلف بلاي ستيشن المحمولة عندما سئل عن ذلك في مقابلة على الرغم من انه لا يستطيع الكشف عن مزيد من التفاصيل [43] [50] [51] في 22 ديسمبر، 2010 أجاب الرئيس التنفيذي لشركة سوني كمبيوتر انترتينمنت، كازو هيراي، أسئلة حول الخليفة المحتمل للبلاي ستيشن المحمولة في مقابلة مع صحيفة نيويورك تايمز، قائلة إنها لن اعجاب اللاعبين في المحمولة في السوق عن طريق استخدام مزيج من الشاشات التي تعمل باللمس وأزرار

## مميزات
- شاشة 5 بوصة
- شاشة تدعم اللمس المتعدد
- كاميرا امامية وخلفية
- تقنية استشعار الحركة (gyroscope)
- تقنية التسارع (accelerometer)
- تقنية البوصلة الإلكترونية (electronic compass)
- يدعم الاتصال عن طريق الـWi-Fi
- يدعم الاتصال عن طريق الـ 3G
- القدرة على اللعب بألعاب الـPSP القديم
- القدرة على اللعب بألعاب الـPSone
- القدرة على تشغيل الكوميكس والفيديوهات من الـPlayStation Store
- ذاكرة عشوائية RAM 512MB
- مميزة اللمس من الخلف

## وصلات خارجيّة
- الإعلان الرسمي لشركة سوني كومبيوتر إنترتينمنت عن الجهاز، 27 يناير، 2011 (بالإنجليزية)
- تقديم جهاز إن جي بي على بلاي ستيشن بلوج (بالإنجليزية)
- الموقع الرسمي للبلاي‌ستيشن فيتا في دولة الإمارات العربية المتحدة (بالإنجليزية)